# Tennistoernooi van Hilversum 1972
Het tennistoernooi van Hilversum van 1972 werd van dinsdag 1 tot en met maandag 7 augustus 1972 gespeeld op de gravelbanen van het 't Melkhuisje in de Nederlandse plaats Hilversum. De officiële naam van het toernooi was Dutch Open. Het toernooi was geen touronderdeel. 
De Australiër John Cooper won het mannentoernooi.
De Nederlandse Betty Stöve won het enkel- dubbel- en gemengddubbelspel. 
Er werd ook gestreden in het gemengd dubbelspel. Daarin versloeg de Nederlandse Betty Stöve en de Australiër Geoff Masters het Australische koppel Wendy Turnbull en Colin Dibley met 2-6, 9-7, 6-3.
Het toernooi bestond uit twee delen:
- WTA-toernooi van Hilversum 1972, het toernooi voor de vrouwen
- ATP-toernooi van Hilversum 1972, het toernooi voor de mannen